# Jérôme Monier
Pour les articles homonymes, voir Monier.
Jérôme Monier est un footballeur français né le 4 août 1971 à Langres (Haute-Marne). Il évolue comme milieu de terrain avant d'entamer une carrière d'entraîneur.

## Biographie

### Carrière de joueur
Formé au Stade de Reims et international junior, Jérôme Monier effectue l'essentiel de sa carrière à Troyes. Sous les ordres d'Alain Perrin, il accède à la première division en 1999. En 2002, au retour d'un prêt au Stade lavallois, il résilie son contrat pour signer à Wasquehal. Après un passage par le stage estival de l'UNFP, il termine sa carrière à Épernay en CFA2.

### Carrière d'entraîneur
En mars 2004, après deux sessions de stage et un examen au CTNFS de Clairefontaine, Jérôme Monier obtient la partie spécifique du Brevet d'État d'éducateur sportif premier degré (BEES 1er degré), mise en place par la FFF pour les joueurs professionnels en reconversion. Ce diplôme, équivalent à l'actuel DESJEPS mention football, permet d'entraîner une équipe de niveau N2 ou N3, ou une équipe jeune dans un centre de formation.
En 2004 il devient entraîneur adjoint de Serge Romano au CS Sedan Ardennes. En 2005 il obtient la partie spécifique du BEES 2e degré. Il quitte Sedan en 2006 et retrouve Romano au Dijon FCO en 2007, toujours dans un rôle d'adjoint. Après le licenciement de Serge Romano en décembre 2007, il est l'adjoint de Faruk Hadžibegić pendant deux ans. Il prolonge son contrat en 2009 et collabore pendant quatre ans avec Patrice Carteron, d'abord à Dijon jusqu'en 2012, puis au Mali comme entraîneur adjoint de la sélection nationale.
En 2013 il participe brièvement à « Dix mois vers l'emploi », programme développé par l'UNECATEF à destination des entraîneurs sans club. La même année il fait son retour en France, au Stade de Reims, comme adjoint d'Hubert Fournier, puis de Jean-Luc Vasseur, et enfin d'Olivier Guégan. Il est également chargé de l'analyse vidéo. Il est conservé en 2016 lors de l'arrivée de Michel Der Zakarian. En 2017 il se voit confier la responsabilité de l'équipe réserve du Stade de Reims, qui évolue en CFA. En 2018 il devient entraîneur adjoint de l'équipe Pro 2, responsable des joueurs offensifs. Il est également chargé du suivi des joueurs prêtés.
En novembre 2020 il est nommé entraîneur adjoint de David Linarès au Dijon FCO. De 2022 a 2023 il est entraîneur adjoint d'Omar Daf au FC Sochaux-Montbéliard.

## Palmarès
- International junior

## Statistiques
- Premier match en Division 1 : le 31 juillet 1999 : Paris SG-Troyes (1-0)
- 36 matches et 1 but en Division 1 avec l'ES Troyes AC